# Epsilon Tucanae
Epsilon Tucanae (ε Tuc, förkortat Epsilon Tuc, ε Tuc) som är stjärnans Bayerbeteckning, är en ensam stjärna belägen i den mellersta delen av stjärnbilden Tukanen. Den har en skenbar magnitud på 4,50 och är synlig för blotta ögat där ljusföroreningar ej förekommer. Baserat på parallaxmätning inom Hipparcosuppdraget på ca 8,7 mas, beräknas den befinna sig på ett avstånd på ca 373 ljusår (ca 114 parsek) från solen. 

## Egenskaper
Epsilon Tucanae är en blå till vit stjärna i huvudserien av spektralklass B9 V. Hiltner, Garrison och Schild (1969) noterade den dock med en klassificering av B9 IV,  vilket tyder på att den kan vara en mer utvecklad underjättestjärna. Den har en massa som är ca 4 gånger större än solens massa, en radie som är ca 3,8 gånger större än solens och utsänder från dess fotosfär ca 280 gånger mera energi än solen vid en effektiv temperatur av ca 13 000 K. 
Epsilon Tucanae är en snabbt roterande Be-stjärna som uppskattas till att ha uppnått 78 procent av sin tid inom huvudserien. Dess projicerade rotationshastighet är 300 km/s, vilket ger den en något tillplattad form med en ekvatorialradie som är uppskattad till att vara 36 procent större än polarradien. Den har ett svagt magnetfält med en styrka på 74 ± 24 G.